# Office (film)
Pour les articles homonymes, voir Office.
Pour plus de détails, voir Fiche technique et Distribution.
Office est une comédie dramatique musicale hongkongaise réalisée par Johnnie To, sortie en 2015.

## Fiche technique
- Titre original : 華麗上班族, Hua Li Shang Ban Zu
- Réalisation : Johnnie To
- Scénario : Sylvia Chang et Wai Ka-fai
- Décors :
- Costumes : William Chang et Lui Fung-san
- Photographie : Cheng Siu-keung
- Montage : Allen Leung et David M. Richardson
- Musique : Fai Young Chan et Lo Ta-yu
- Producteur : Alvin Chow, William Kong, Peter Lam et Johnnie To
- Production : Milkyway Image
- Distribution : Carlotta Films et Edko Films
- Pays d’origine :  Hong Kong
- Format : couleur
- Genre : comédie dramatique musicale
- Durée : 119 minutes
- Dates de sortie :
  -  Chine : 2 septembre 2015
  -  Canada : 12 septembre 2015
  -  États-Unis : 18 septembre 2015
  -  Hong Kong : 24 septembre 2015
  -  Suisse : 24 septembre 2016
  -  France : 9 août 2017

## Distribution
- Chow Yun-fat : Ho Chung Ping
- Sylvia Chang : Winnie Chang
- Eason Chan : David Wang
- Tang Wei : Sophie
- Wallace Chung
- Cheung Siu-fai : John Sun
- Stephanie Che : Cheng Ben
- Kathy Wu : la secrétaire